# Taunusanlage 11

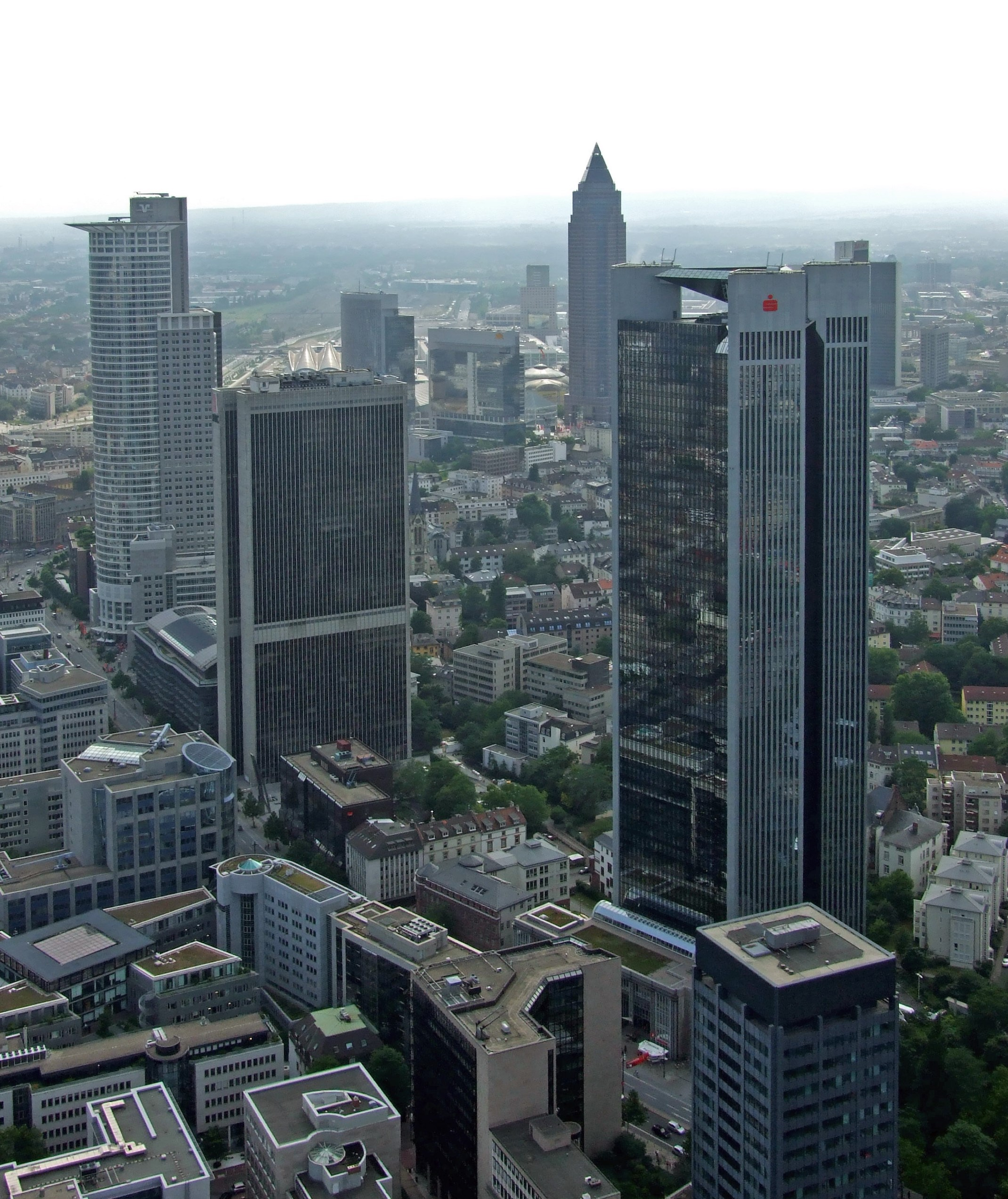
Blick vom Main Tower mit Taunusanlage 11 (rechts unten)

Taunusanlage 11 (auch bekannt als T11) ist ein 75 Meter hohes Bürohochhaus im Bahnhofsviertel von Frankfurt am Main. Die US-amerikanische Chase Manhattan Bank ließ das 16-stöckige Gebäude 1972 von den Architekten Max Meid und Helmut Romeick errichten und nutzte es bis 1990.
Das Hochhaus steht auf einem prominenten Grundstück an der Ecke von Mainzer Landstraße und Taunusanlage, den beiden breitesten Straßen im Frankfurter Bankenviertel. In unmittelbarer Nähe, auf der gegenüberliegenden Straßenseite, stehen die erheblich höheren Hochhäuser Trianon und die bekannten Doppeltürme der Konzernzentrale der Deutschen Bank.

## Geschichte
1992 wurde das Haus nach Plänen von Kraemer, Sieverts und Partner umgebaut und modernisiert. Neuer Mieter wurde dann die Anwaltskanzlei Freshfields Bruckhaus Deringer, die allerdings 2008 in den Park Tower umzog. Von 2008 bis 2011 stand das Gebäude leer und wurde umgebaut. Zwischen Oktober 2011 und August 2013 wurde die Taunusanlage 11 revitalisiert und hat nach Plänen von KSP Jürgen Engel Architekten ein neues Erscheinungsbild erhalten. Seit 2013 hat die internationale Anwaltskanzlei Gleiss Lutz rund 9.700 m² (ca. 80 % der gesamten Fläche) angemietet.

### Abrissplanungen
2004 wurden erstmals Pläne bekannt, die Taunusanlage 11 zugunsten eines 250 Meter hohen Neubaus (Hochhausprojekt Marienturm) abzureißen. Im zweiten Hochhausrahmenplan der Stadt, den das Architekturbüro Jourdan & Müller erarbeitete und der 2008 vom Stadtparlament verabschiedet wurde, wurde schließlich ein 210 Meter hoher Neubau bewilligt, wobei zwei Varianten möglich waren: Das neue Hochhaus ersetzt das T11 an der Ecke Mainzer Landstraße und Taunusanlage oder das T11 bleibt erhalten und die Marieninsel wird weiter südlich an der Marienstraße platziert.